# هوهن‌کیرشن (وانگرلاند)
هوهنکیرخن (به آلمانی: Hohenkirchen) یک منطقهٔ مسکونی در آلمان است که در وانگرلاند واقع شده‌است. هوهنکیرخن ۱٬۹۶۵ نفر جمعیت دارد.